# 奥克帕克 (伊利诺伊州)
奥克帕克（英語：Oak Park，意思是「橡樹園」）是美国伊利诺伊州库克县芝加哥以西的一处郊区城镇，面积12.2平方公里。根据2010年美国人口普查，城镇共有人口51,878人。
建筑师弗兰克·劳埃德·赖特于1889年起，在此居住和工作20年。他在这一期间开创和形成了美国“草原式”（Prairie Style）住宅的设计风格。赖特曾先后接受了不少邻居的设计委托。因此，现在在奥克帕克赖特故居附近的地区有几十所赖特设计的住宅或公共建筑，其中一些是草原式住宅的典范之作。
作家海明威的出生地和幼年的住所也在奥克帕克，距离赖特的故居仅两个街区。

## 交通
芝加哥地鐵蓝线有3站设置于城镇内，而绿线有2站。同时，芝加哥通勤鐵路联合太平洋西线在城镇中心区设有奥克帕克车站。

## 景点
- 法兰克·洛伊·莱特之家与事务所
- 团结教堂
- 奥克帕克天文台

## 名人
- 弗蘭克·勞埃德·賴特: 建筑师
- 卡尔·罗杰斯：心理学家
- 欧内斯特·海明威：作家
- 李查·巴哈：作家
- 贝蒂·怀特：演员
- 雷·克罗克：原為麦当劳的行政總裁，是麥當勞公司成為大型連鎖餐廳的關鍵人物
- 约翰·施里弗：1972年物理诺贝尔奖得主, 創立了超導微觀理論，即常說的BCS理論